# Dermestes semistriatus
Dermestes semistriatus là một loài bọ cánh cứng trong họ Dermestidae. Loài này được Boheman miêu tả khoa học năm 1851.